# La carica
La carica (in castigliano La carga; in catalano La càrrega), anche noto come Barcellona 1902 (Barcelona 1902), è un quadro a olio dipinto da Ramon Casas nel 1899, a Barcellona, e che appartiene al Museo Nacional Reina Sofía, anche se attualmente è esposto al Museo Comarcal de la Garrocha di Olot.
Esposto al Salone del Campo di Marte nel 1903, il secondo titolo si riferisce a uno sciopero avvenuto a Barcellona nel febbraio del 1902. La critica odierna ritiene che Casas lo abbia dipinto nel 1899, e, con molta probabilità, si tratta del quadro che non riuscì a esporre in tempo all'esposizione universale di Parigi del 1900. Nel 1904 ottenne la prima medaglia all'esposizione nazionale di Madrid, come ultimo coronamento dell'apice della fama dell'artista. Nel 1911 fu messo in deposito per il patrimonio nazionale al Museo Comarcal de la Garrocha, nella città di Olot.

## Descrizione

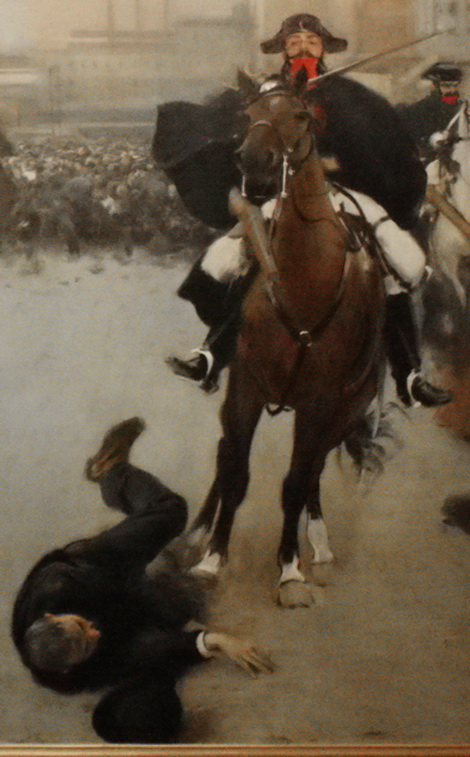
Un dettaglio dei due personaggi principali del quadro.

Casas insiste sull'idea di dare un'alternativa moderna ai quadri di storia, ricorrendo a un formato di grandi dimensioni. Diversamente dal suo altro dipinto Garrota vile, il pittore sceglie di adottarlo per ritrarre in modo drammatico il conflitto nel gendarme della guardia civile a cavallo che calpesta un operaio.
Questi personaggi, tuttavia, non si trovano al centro della composizione, bensì si trovano nella parte destra, e sono il punto di partenza di uno spazio panoramico che si dispiega a forma di ventaglio verso sinistra, traducendo espressivamente il movimento della massa spaventata che fugge dalle sciabole della polizia; al centro, un grande spazio vuoto completa l'azione drammatica e completa una composizione insolita per un quadro di questo genere.
Ancora una volta, Casas adatta con una facilità sorprendente la sua tecnica sciolta, fatta di punti contrastanti e di una luce diffusa, a un formato insolito. La scena si svolge in una piazza non specificata di Barcellona, spesso vista come un luogo vicino all'odierno museo di storia della Catalogna, alla Barceloneta. Si tratta di un'immagine di Barcellona realizzata apposta per l'opera, in quanto non corrisponde ad alcuna prospettiva in particolare. Sullo sfondo Casas dipinse la chiesa di Santa Maria del Mar come un "convitato di pietra" della scena, e alla sua destra si possono vedere le ciminiere dell'Avinguda del Paral·lel, in quella che è una composizione impossibile, dato che in realtà si trovano dall'altra parte della città, oltre che ad un'angolazione diversa.

## Analisi

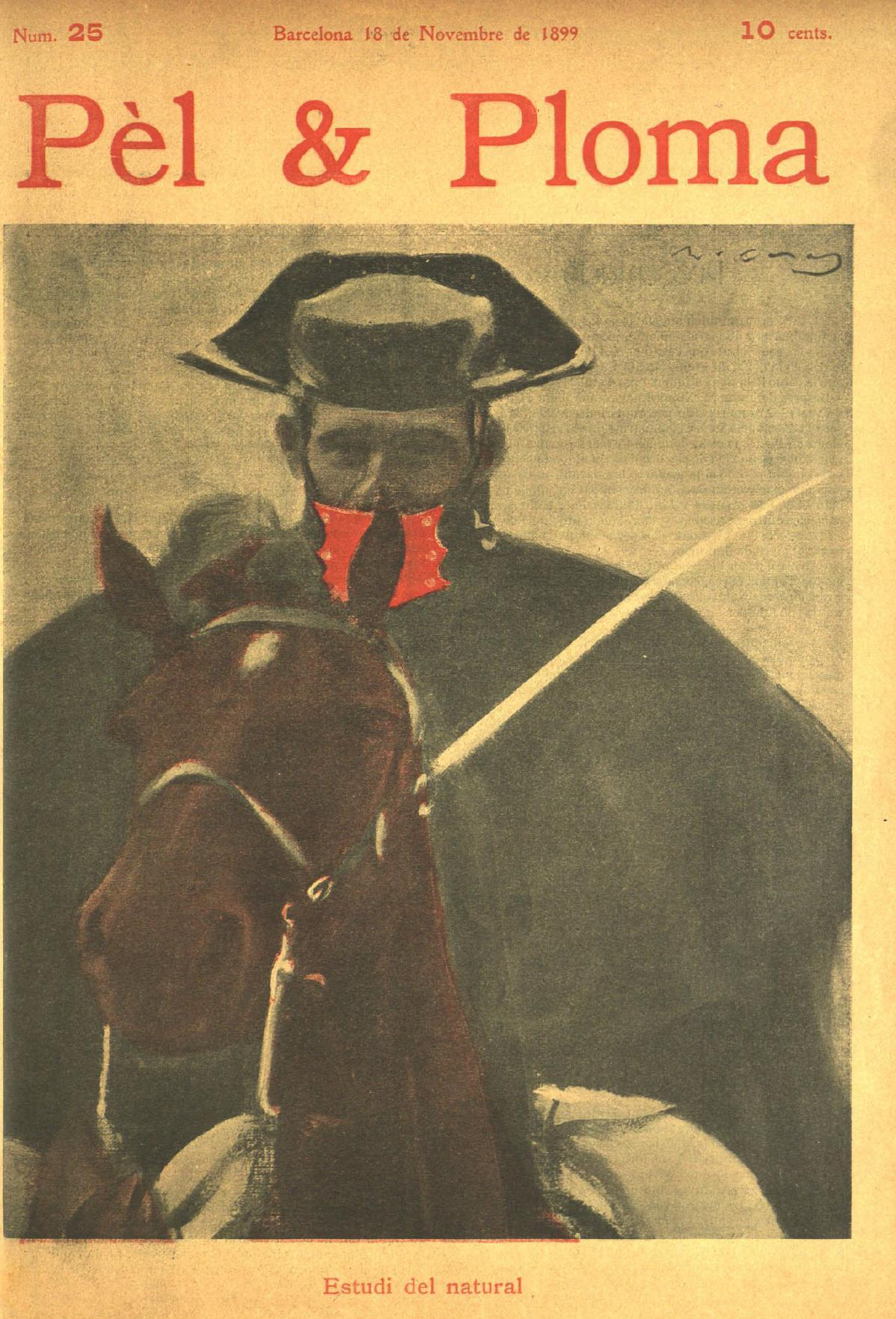
Lo studio del gendarme apparso sul numero 25 della rivista Pèl & Ploma, uscito nel novembre del 1899.

Sebbene l'evento raffigurato non si rifaccia a uno vero, si ispira comunque alla repressione istituzionale contro i movimenti operai e alla tensione sociale dell'epoca. Poco prima della sua realizzazione nel 1899, si era svolta una purga di anarchici e repubblicani di Barcellona in seguito all'attentato alla processione del Corpus Domini il 7 giugno del 1896. Più di 400 persone furono arrestate e processate in quello che è noto come "processo di Montjuïc", che si concluse con cinque esecuzioni, oltre al carcere e all'esilio per un gruppo numeroso di detenuti. L'ambientazione dell'opera al Pla de Palau di Barcellona, nei pressi del luogo dell'attentato, con la basilica di Santa Maria del Mar sullo sfondo, da dove era partita la processione, e le tre ciminiere che simboleggiano la classe operaia industriale, inquadrano l'origine dell'ispirazione dell'autore.
Tra le sue opere di realismo sociale, Ramon Casas aveva già affrontato l'origine di questa crisi con la sua opera Uscita della processione del Corpus dalla chiesa di santa Maria del Mar. In quest'opera viene raffigurato l'episodio precedente all'attentato.
Prima di realizzare il quadro, Ramon Casas aveva pubblicato sulla rivista Pèl & Ploma alcuni schizzi preparatori. La figura del gendarme era apparsa sulla copertina del numero 25 nel novembre del 1899. In questo disegno lo sguardo del personaggio è rivolto in avanti, e così non avrebbe potuto vedere il personaggio caduto. Questa posa fu corretta da Casas tra la versione del 1899 e la versione finale del 1903. Lo studio del manifestante caduto venne pubblicato sul retro della copertina del numero 28, del dicembre del 1899 e ritraeva un uomo caduto dal tranvai.